# Dynjandi
De Dynjandi (ook wel de Fjallfoss of bergwaterval genoemd) is de grootste waterval in het Westelijke fjordengebied in het noordwesten van IJsland. Het water in de Dynjandisá rivier komt vanaf de Dynjandisheiði hoogvlakte en stort zich over een breedte van 30 meter aan de bovenkant tot 60 meter aan de benedenzijde over meer dan 100 meter trapsgewijs naar beneden.
Even verder stroomafwaarts bevinden zich nog meerdere andere watervallen, van boven naar beneden achtereenvolgens de Hæstahjallafoss, de Strompgljúfrafoss, de Göngumannafoss (waar men achterlangs kan lopen), de Hrísvaðsfoss, de Hundafoss en als laatste de Bæjarfoss. Het water stroomt via de Dynjandisvogur in de Arnarfjörður (Arendsfjord).
Dynjandi betekent zoiets als Donderaar, waarschijnlijk omdat het geluid van de vele watervallen bij elkaar een flink geraas veroorzaakt.
Het gebied bij de waterval is beschermd vanaf 1980.

## Fotogalerij van de watervallen

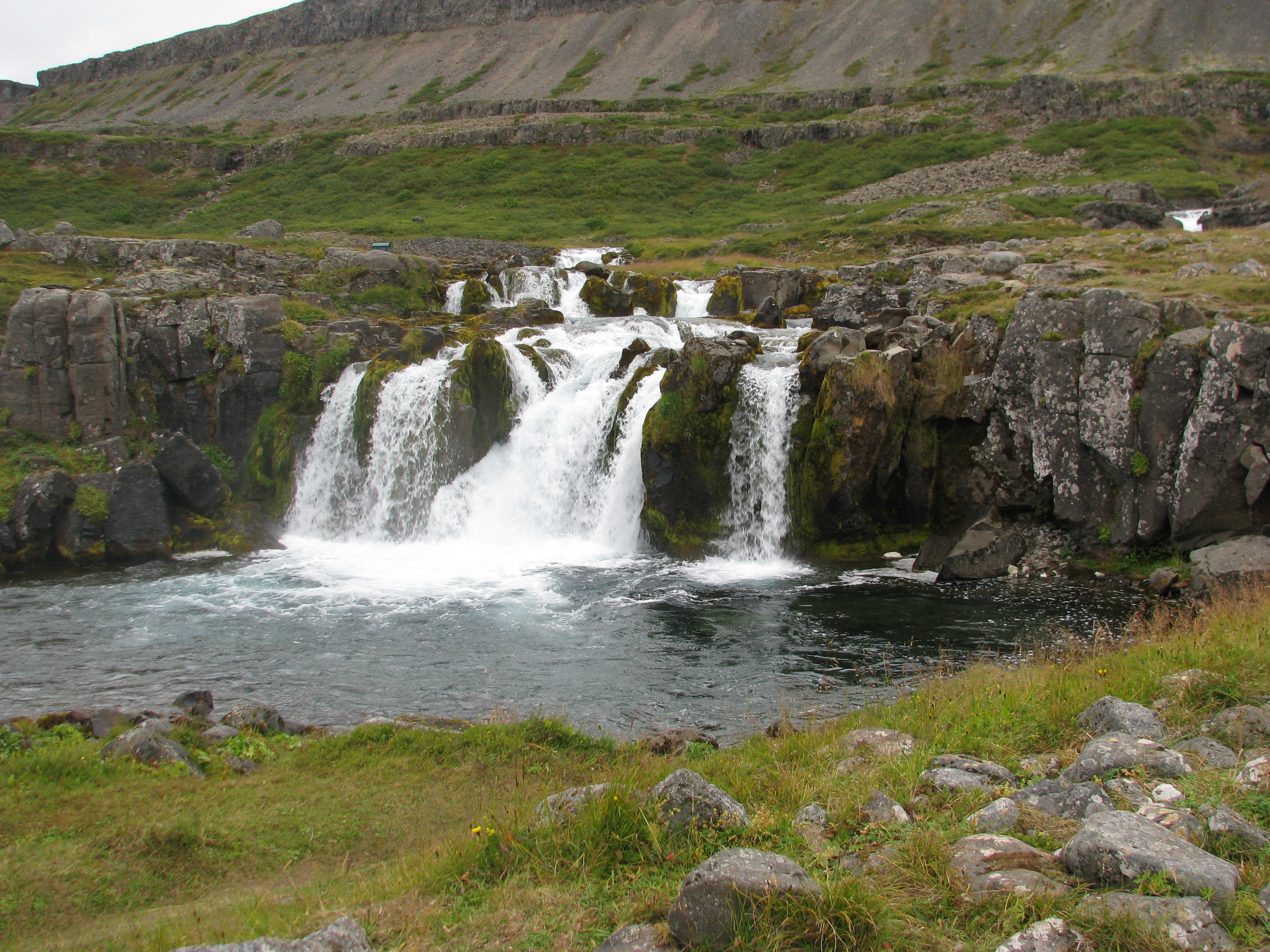
De Bæjarfoss.
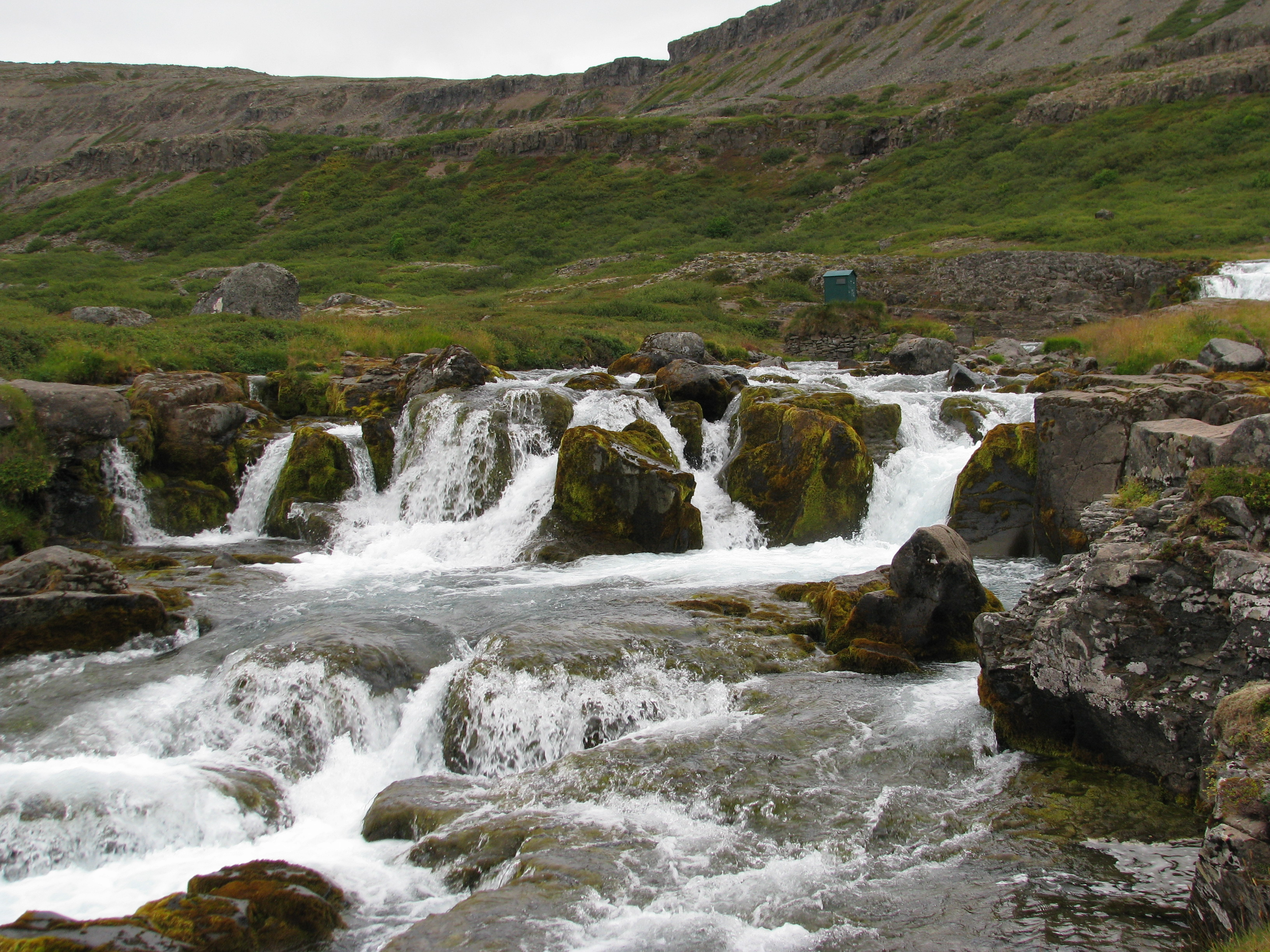
De Hundafoss.
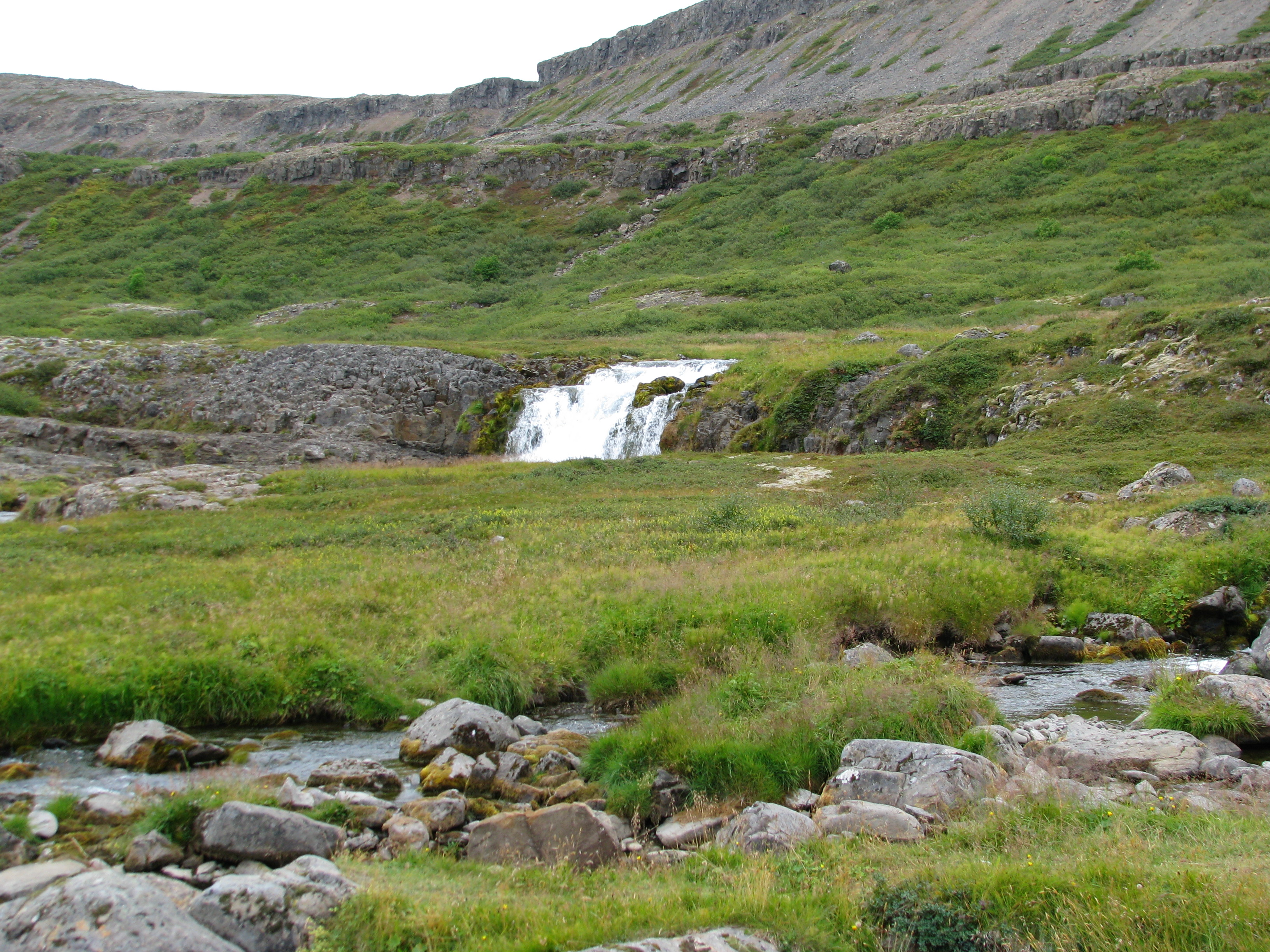
De Hrísvaðsfoss.
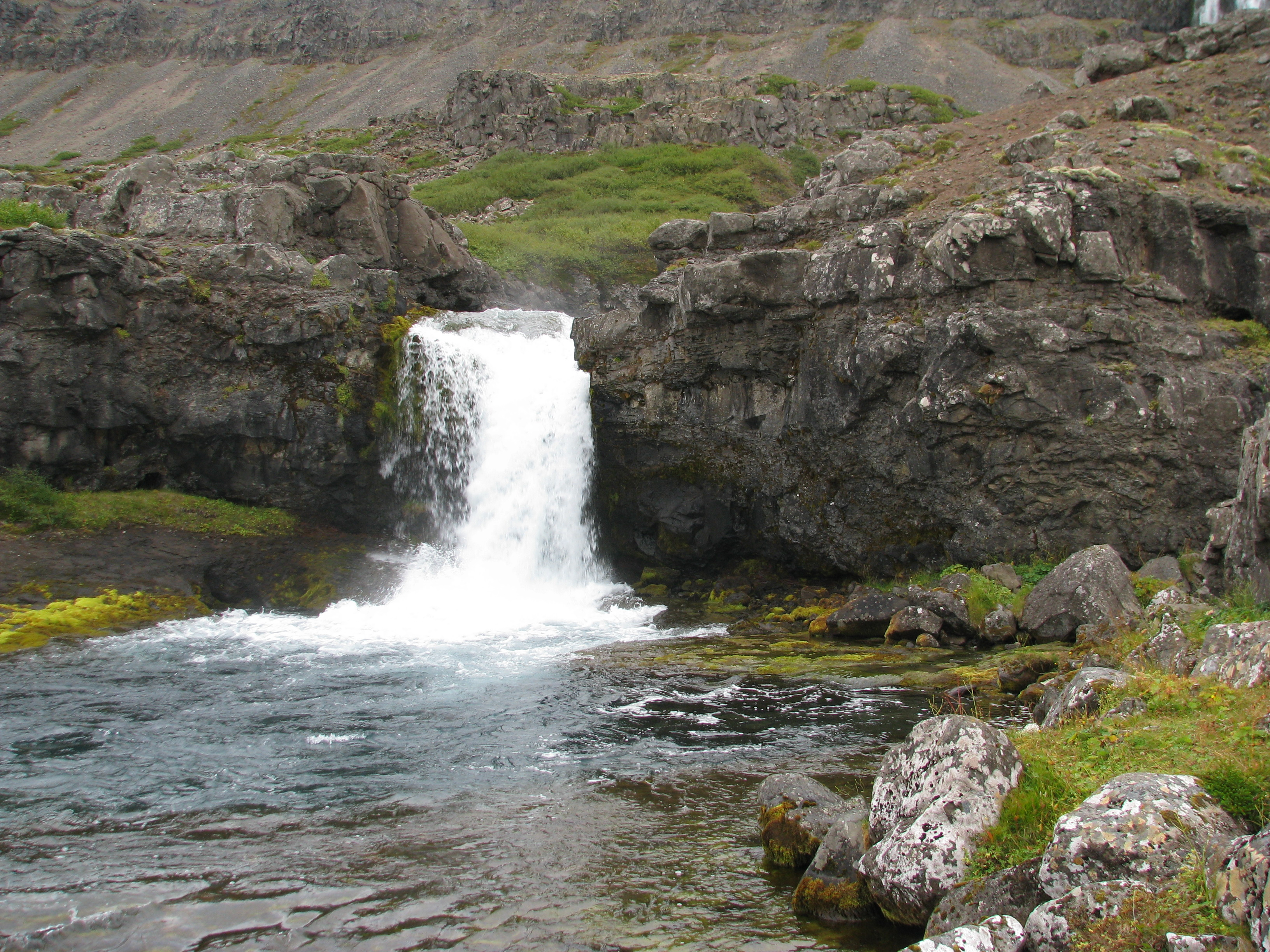
De Göngumannafoss.

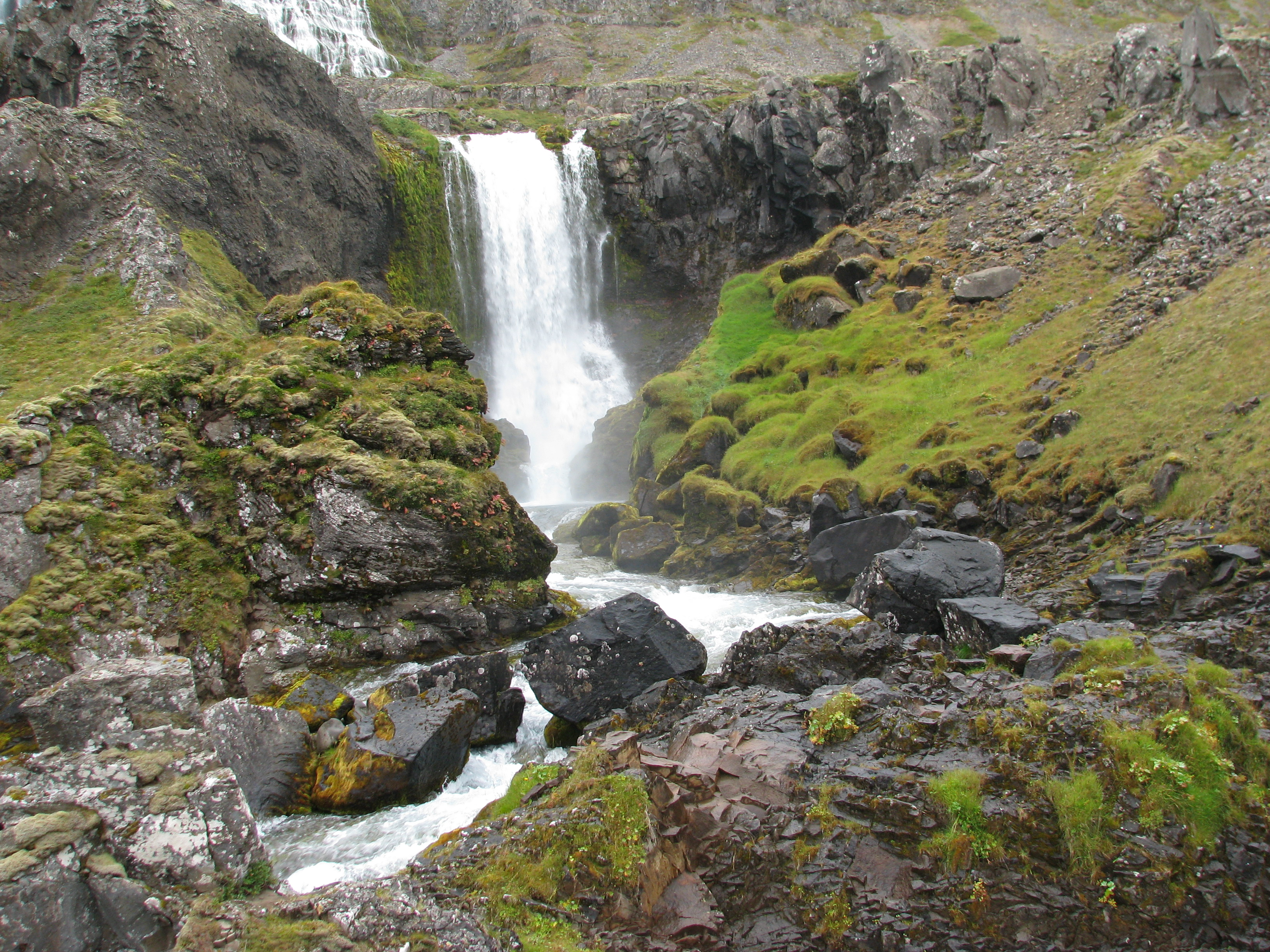
De Strompgljúfrafoss.
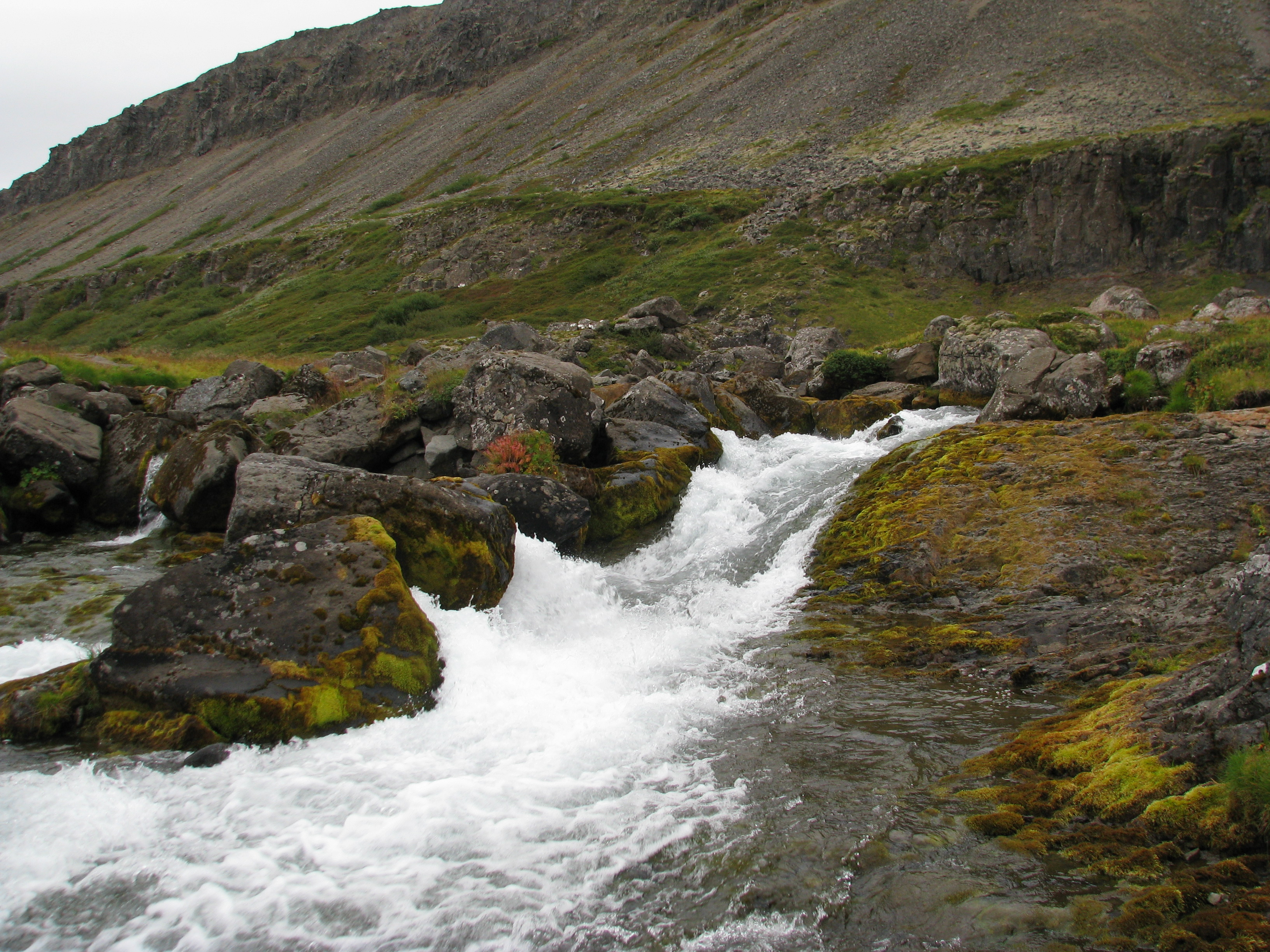
De Hæstahjallafoss.
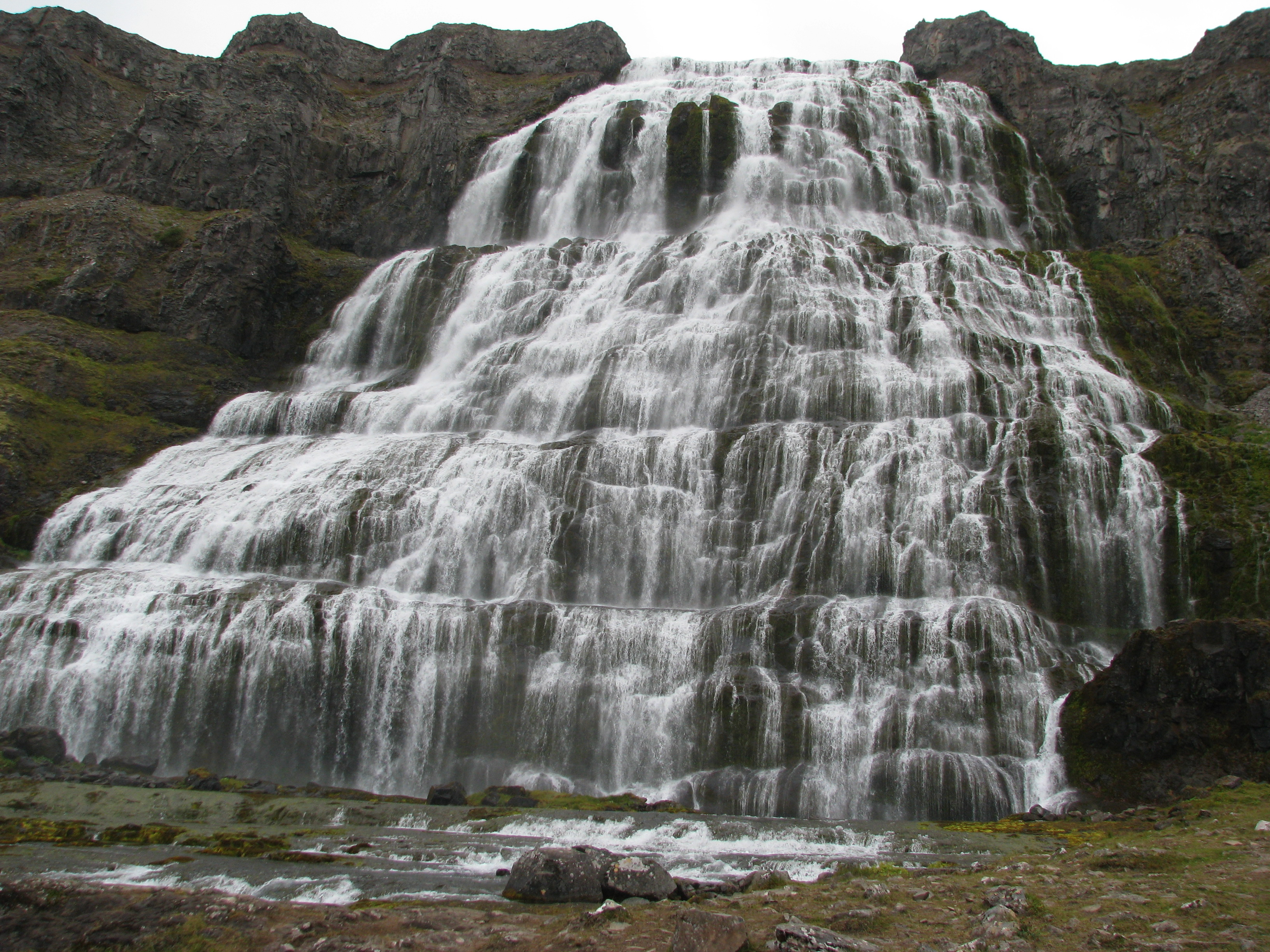
De Dynjandi.